# 拉斯卡诺
拉斯卡诺（西班牙語：Lazcano）是西班牙巴斯克自治区吉普斯夸省的一个市镇。总面积11平方公里，总人口4920人（2001年），人口密度447人/平方公里。